# Etretinaat
Etretinaat (merknaam: Tigason) is een vitamine A-achtige stof, die in (in Nederland tot 1988) als medicijn tegen psoriasis gebruikt werd. In Europa en de VS is het niet langer geregistreerd, het is opgevolgd door acitretine (Neotigason), de actieve metaboliet. Acitretine is een metaboliet die ontstaat na de-esterificatie van etretinaat. Neotigason heeft minder bijwerkingen en is makkelijker in gebruik, maar etretinaat lijkt iets effectiever.
Een groot probleem is dat etretinaat opgeslagen wordt in het vetweefsel. Na staken van de behandeling kan het daaruit weer vrijkomen, bijvoorbeeld door het drinken van alcohol. Daarbij is het middel teratogeen, zodat etretinaat niet kon worden voorgeschreven aan vrouwelijke patiënten voor de overgang. Andere bijwerkingen zijn: droge lippen, droge ogen, lever- en lipideafwijkingen, verkalking van wervelgewrichten en andere botafwijkingen.